# Jack Denton
Jack Denton foi um ator e diretor britânico da era do cinema mudo.

## Filmografia selecionada
Ator
- The Bachelor's Club (1921)
- The Card (1922)
- The Fair Maid of Perth (1923)
- The York Mystery (1924)
- Old Bill Through the Ages (1924)
- The Notorious Mrs. Carrick (1924)

Diretor
- Barnaby (1919)
- Ernest Maltravers (1920)
- The Twelve Pound Look (1920)
- Lady Audley's Secret (1920)
- Sybil (1921)